# Lijst van spelers van Paris Saint-Germain
Deze lijst omvat voetballers die bij de Franse voetbalclub Paris Saint-Germain spelen of gespeeld hebben. De spelers zijn alfabetisch gerangschikt.

## A
- Abel Braga
- Fabrice Abriel
- Adaílton
- Jean-Pierre Adams
- Agostinho
- Alex
- Alex Dias
- Jimmy Algerino
- Bernard Allou
- Aloísio
- Jérôme Alonzo
- Alves
- André Luiz
- Nicolas Anelka
- Didier Angan
- Jocelyn Angloma
- Osvaldo Ardiles
- Alphonse Aréola
- Sylvain Armand
- Loris Arnaud
- Claude Arribas
- Mikel Arteta
- Jean-Hugues Ateba
- William Ayache
- Dani Alves

## B
- Jean-Michel Badiane
- Jean-Christophe Bahebeck
- Mitchel Bakker
- Souleymane Bamba
- Albert Baning
- Dominique Baratelli
- Dominique Bathenay
- Joël Bats
- David Beckham
- Djamel Belmadi
- Selim Ben Achour
- Ali Benarbia
- Mohamed Benhamou
- Errol Bennett
- Michel Bensoussan
- Habib Beye
- Carlos Bianchi
- Michel Bibard
- Milan Biševac
- Jules Bocandé
- Mathieu Bodmer
- Yannick Boli
- Luc Borrelli
- Branko Bošković
- Grégory Bourillon
- Jean-Claude Bras
- Daniel Bravo
- François Brisson
- Carlos Bueno
- Gianluigi Buffon

## C
- Yohan Cabaye
- Gabriel Calderón
- Zoumana Camara
- Lorik Cana
- Martín Cardetti
- Louis Cardiet
- Bruno Carotti
- Dominique Casagrande
- Benoît Cauet
- Edinson Cavani
- Ceará
- César Belli
- Clément Chantôme
- Christian
- Eric Maxim Choupo-Moting
- Aliou Cissé
- Edouard Cissé
- Jérémy Clément
- José Cobos
- Patrick Colleter
- Kingsley Coman
- Charles-Edouard Coridon
- Grégory Coupet
- Alain Couriol
- Nicolas Cousin
- Fernando Cruz Conceiro
- Eric Cubilier

## D
- Mustapha Dahleb
- Stéphane Dalmat
- James Debbah
- Frédéric Déhu
- Jean Deloffre
- Julio Dely Valdés
- Denilson
- Vikash Dhorasoo
- Amara Diané
- Kaba Diawara
- Oumar Dieng
- Didier Digard
- Lucas Digne
- Sylvain Distin
- Franck Dja Djédjé
- Jean Djorkaeff
- Youri Djorkaeff
- Jean-Pierre Dogliani
- Raymond Domenech
- Didier Domi
- Nicolas Douchez
- Boukary Dramé
- Julian Draxler
- Pierre Dréossi
- Pierre Ducrocq
- Richard Dutruel

## E
- Apoula Edel
- Edmílson
- Talal El Karkouri
- Mevlüt Erdinç
- Éverton Santos

## F
- Marcel de Falco
- Luis Fernández
- Vincent Fernandez
- Valdo Filho
- Filipe Teixeira
- Fabrice Fiorèse
- Louis Floch
- Laurent Fournier
- Pierre-Alain Frau

## G
- Marcelo Gallardo
- Kevin Gameiro
- Franck Gava
- Alec Georgen
- Geraldão
- Bruno Germain
- Stéphane Gillet
- David Ginola
- Ludovic Giuly
- Alain Goma
- Ricardo Gomes
- Xavier Gravelaine
- Willy Grondin
- Vincent Guérin
- Idrissa Gueye
- Omar Gueye

## H
- Rudy Haddad
- Vahid Halilhodžić
- Gabriel Heinze
- Hélder
- David Hellebuyck
- Ramón Heredia
- Guillaume Hoarau
- Daniel Horlaville
- Jean-Noël Huck
- Hugo Leal
- Humberto Coelho

## I
- Vedad Ibišević
- Zlatan Ibrahimović

## J
- Christophe Jallet
- Gérard Janvion
- Philippe Jeannol
- Joel Camargo

## K
- Bonaventure Kalou
- Ahmed Kantari
- Neeskens Kebano
- Thilo Kehrer
- Fabrice Kelban
- Keith Kelly
- Kenedy
- Mateja Kežman
- Kees Kist
- Antoine Kombouaré

## L
- Yann Lachuer
- Bernard Lama
- Loïc Landre
- Mickaël Landreau
- Christophe Landrin
- Gerard Lanthier
- Nicolas Laspalles
- Thierry Laurey
- Ezequiel Lavezzi
- Paul Le Guen
- Yvon Le Roux
- Francois Lemasson
- Jean-Claude Lemoult
- Leonardo
- Jean-Louis Leonetti
- Jérôme Leroy
- Laurent Leroy
- Lionel Letizi
- Thomas Levaux
- Danijel Ljuboja
- Francis Llacer
- Patrice Loko
- Dominique Lokoli
- Jerome Lorant
- Claude Lowitz
- Chiguy Lucau
- Enrique de Lucas Martínez
- Peter Luccin
- Diego Lugano
- David Luiz
- Péguy Luyindula
- Lucas Moura

## M
- Modeste M'bami
- Kylian Mbappé
- Patrick Mboma
- Larrys Mabiala
- Michaël Madar
- Stephane Mahe
- Mike Maignan
- Claude Makélélé
- Florian Makhedjouf
- Tripy Makonda
- Marquinhos
- Didier Martel
- Blaise Matuidi
- Florian Maurice
- Jean-Eudes Maurice
- Maxwell
- Bernard Mendy
- Jérémy Ménez
- Lionel Messi
- Thomas Meunier
- Roland Mitoraj
- Fabrice Moreau
- Thiago Motta
- Lucas Moura
- Youssouf Mulumbu
- Edvin Murati
- Jean-Yves Mvoto

## N
- Keylor Navas
- David N'Gog
- Michel N'Gom
- Bruno N'Gotty
- Nenê
- Granddi Ngoyi
- Richard Niederbacher
- Pascal Nouma
- Jacques Novi
- Alex Nyarko
- Neymar

## O
- Bartholomew Ogbeche
- Jay Jay Okocha
- Godwin Okpara
- Hervin Ongenda
- Nicolas Ouédec

## P
- Grégory Paisley
- Fabrice Pancrate
- Ilija Pantelić
- Marko Pantelić
- Bernard Pardo
- Maxime Partouche
- Cristóbal Parralo
- Javier Pastore
- Pedro Pauleta
- Paulo César
- Stéphane Pedron
- Christian Perez
- Francis Piasecki
- Stéphane Pichot
- José Pierre-Fanfan
- Samuel Pietre
- Mauricio Pochettino
- Lionel Potillon
- Cyrille Pouget
- Fabrice Poullain

## Q
- Yacine Qasmi
- Roger Quenolle
- Laurent Quievreux

## R
- Eric Rabesandratana
- Adrien Rabiot
- Hocine Ragued
- Raí
- Reinaldo
- Christophe Revault
- Ricardo Gomes
- Laurent Robert
- Romain Rocchi
- Alain Roche
- Dominique Rocheteau
- Bruno Rodriguez
- Cristian Rodríguez
- Ronaldinho
- Jean-Paul Rostagni
- Jérôme Rothen
- David Rozehnal

## S
- Mamadou Sakho
- Daniel Sanchez
- Liazad Sandjak
- Younousse Sankharé
- Pablo Sarabia
- Boubacar Sarr
- Jean-Luc Sassus
- Jean-Philippe Séchet
- Sergej Semak
- Stéphane Sessègnon
- Thiago Silva
- Amara Simba
- Marco Simone
- Salvatore Sirigu
- Mohamed Sissoko
- Juan Pablo Sorín
- Willamis Souza
- Mordechai Spiegler
- Ivo Šurjak
- Safet Sušić

## T
- Antonio Tavares
- Siaka Tiéné
- Thierry Tinmar
- Nambatingue Toko
- Jean-Pierre Tokoto
- Adama Touré
- Alioune Touré
- Sammy Traoré

## V
- Valdo
- Vampeta
- Pierre Vermeulen
- Marco Verratti
- Matthias Verschave
- Zlatko Vujović

## W
- George Weah
- Gregory van der Wiel
- Ray Wilkins
- Christian Wörns
- Georginio Wijnaldum

## X
- Daniel Xuereb

## Y
- Hakan Yakin
- Igor Yanovski
- Mario Yepes

## Z
- Christian Zajączkowski
- Pascal Zaremba
- Patrice Zbinden